# Catasetum violascens
Catasetum violascens är en orkidéart som beskrevs av Heinrich Gustav Reichenbach och Josef Ritter von Rawicz Warszewicz. Catasetum violascens ingår i släktet Catasetum och familjen orkidéer. Inga underarter finns listade i Catalogue of Life.